# Tryphera lugubris
Tryphera lugubris är en tvåvingeart som först beskrevs av Johann Wilhelm Meigen 1824.  Tryphera lugubris ingår i släktet Tryphera och familjen parasitflugor. Arten har ej påträffats i Sverige. Inga underarter finns listade i Catalogue of Life.